# 乌迪内主教座堂

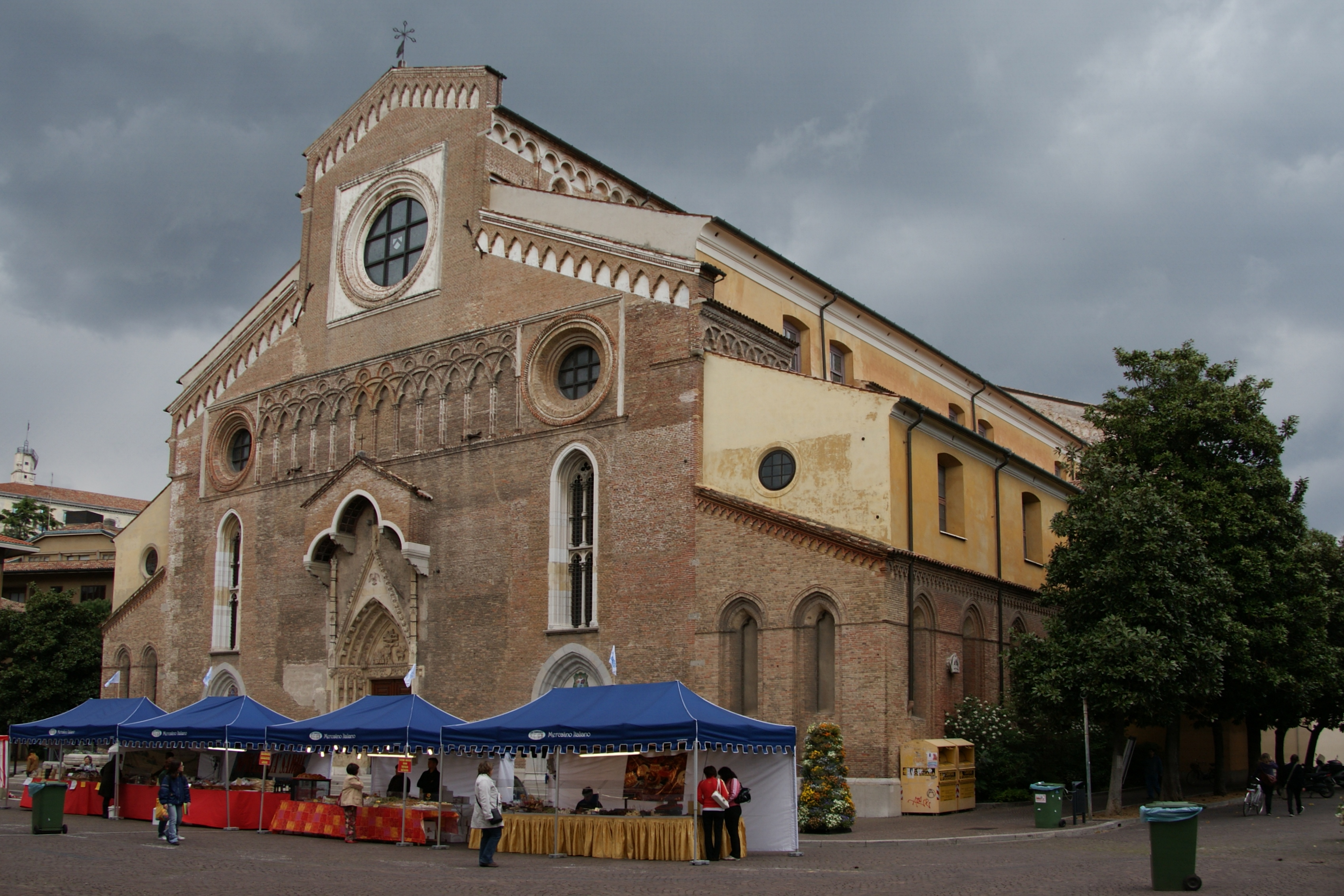
乌迪内主教座堂

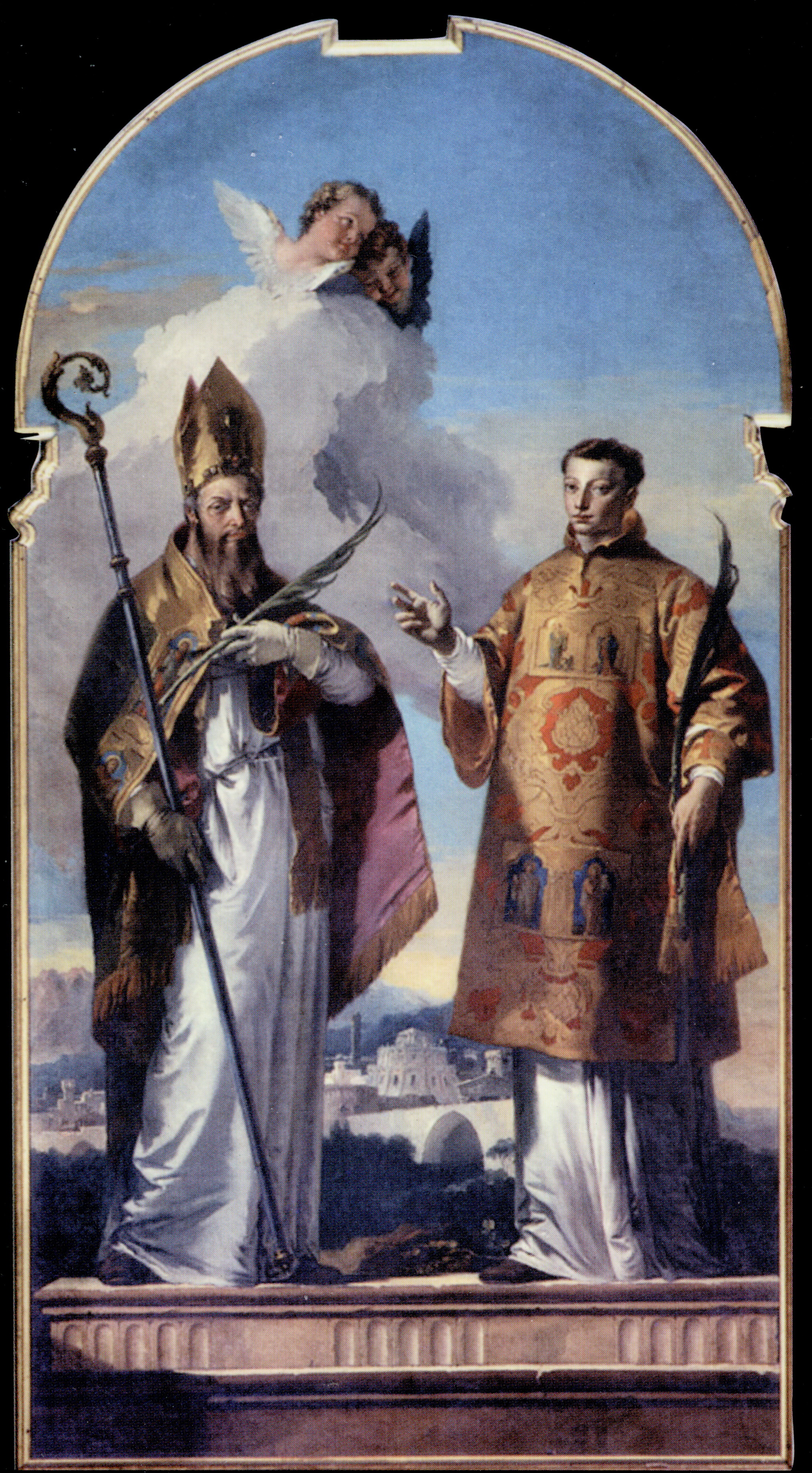

乌迪内圣母主教座堂（義大利語：Cattedrale di Santa Maria Maggiore）是天主教乌迪内总教区的主教座堂位于意大利东北部的乌迪内。该堂建于1236年，拉丁十字平面，1335年祝圣。1348年毁于地震，1368年开始重建。立面的大玫瑰窗也改为较小。
在18世纪初内外部进行较大改建，设计者是建筑师Domenico Rossi，工程完成于1735年。